# Chaussée de la Muette
Koordinaten: 48° 51′ N, 2° 16′ O
Die Chaussée de la Muette ist eine 340 Meter lange und 20 Meter breite Straße im Quartier de la Muette des 16. Arrondissements von Paris.

## Lage
Die Straße verlängert die Rue de Passy bis zum Jardin du Ranelagh. Sie beginnt an der Rue de Boulainvilliers bzw. der Avenue Paul Doumer und endet an den Avenues Ingres und Prudhon.
Hinter Toren wurde ein Zone non ædificandi eingerichtet, um eine Bebauung zu verhindern und Zierbeete zu schaffen.
Die Straße kann mit der Metro über die Station La Muette   und mit den Buslinien  RATP 32, N53, 70 erreicht werden.

## Namensursprung
Der Name wurde gewählt, weil die Straße vom ehemaligen Pariser Vorort Passy zum ländlich gelegenen Schloss La Muette führte. Sie bildet die westliche „Fortsetzung“ der Rue de Passy bis zu den Jardins du Ranelagh, bei denen sich das ehemalige Schloss La Muette befand, das am Rand des Bois de Boulogne lag. Das Anwesen war von einer Mauer umgeben, hinter der sich auch die im Jahr 1800 fertiggestellte Chaussée de la Muette befand, die über ein Eingangstor in unmittelbarer Nähe der Rue de la Pompe verfügte.

## Geschichte
Die Straße gehörte zum ehemaligen Vorort Passy und wurde nach der Eingemeindung (1859) in das Pariser Straßennetz aufgenommen (1863).
Die Chaussée befindet sich in der Verlängerung der Rue de Passy, von der sie durch ein Gitter getrennt war. Bis zur Verlegung dieses eingezäunten Gebietes in den Bahnhof Passy mit der Bahn von Auteuil befand sich die Straße außerhalb von Paris. Nach der Beseitigung dieses Gitters im Jahre 1860 wurde der Ausbau der Chaussée de la Muette abgeschlossen. Im Jahr 1865 wurde der Teil, der sich kurz vor der Porte de la Muette befand, abgetrennt, um die Avenue Raphaël und die Avenue Proudhon zu schaffen.
Die Chaussée de la Muette wurde von zwei (aufgegebenen) Gleisen der Linie Petite Ceinture (Ligne d'Auteuil) zum Bahnhof Paris-Saint-Lazare führte.
Bis Mitte des 20. Jahrhunderts befanden sich in der Straße ein für Paris typischer Kiosk und zwei Urinoir.

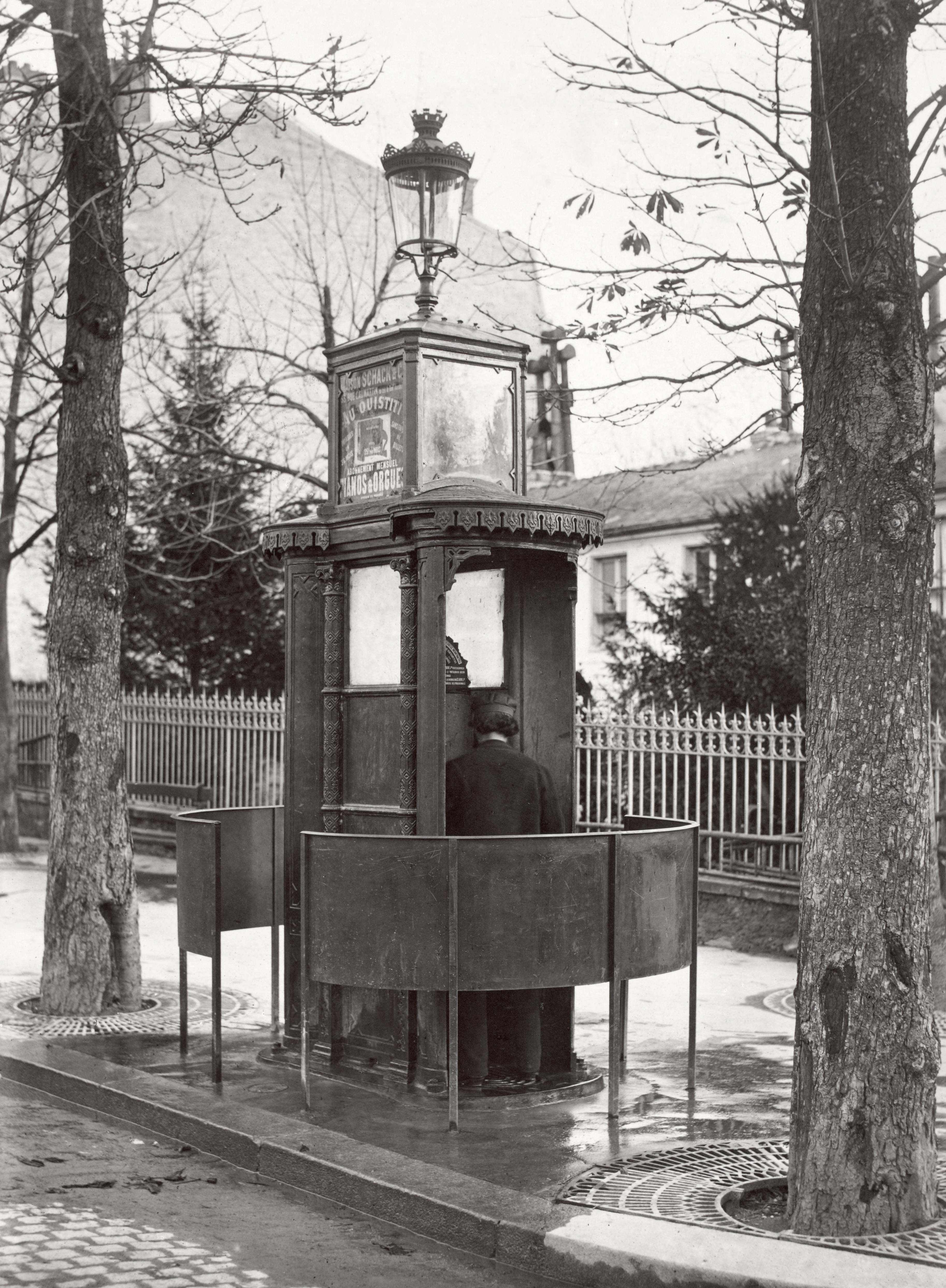
Urinoir, Chaussée de la Muette (um 1865)
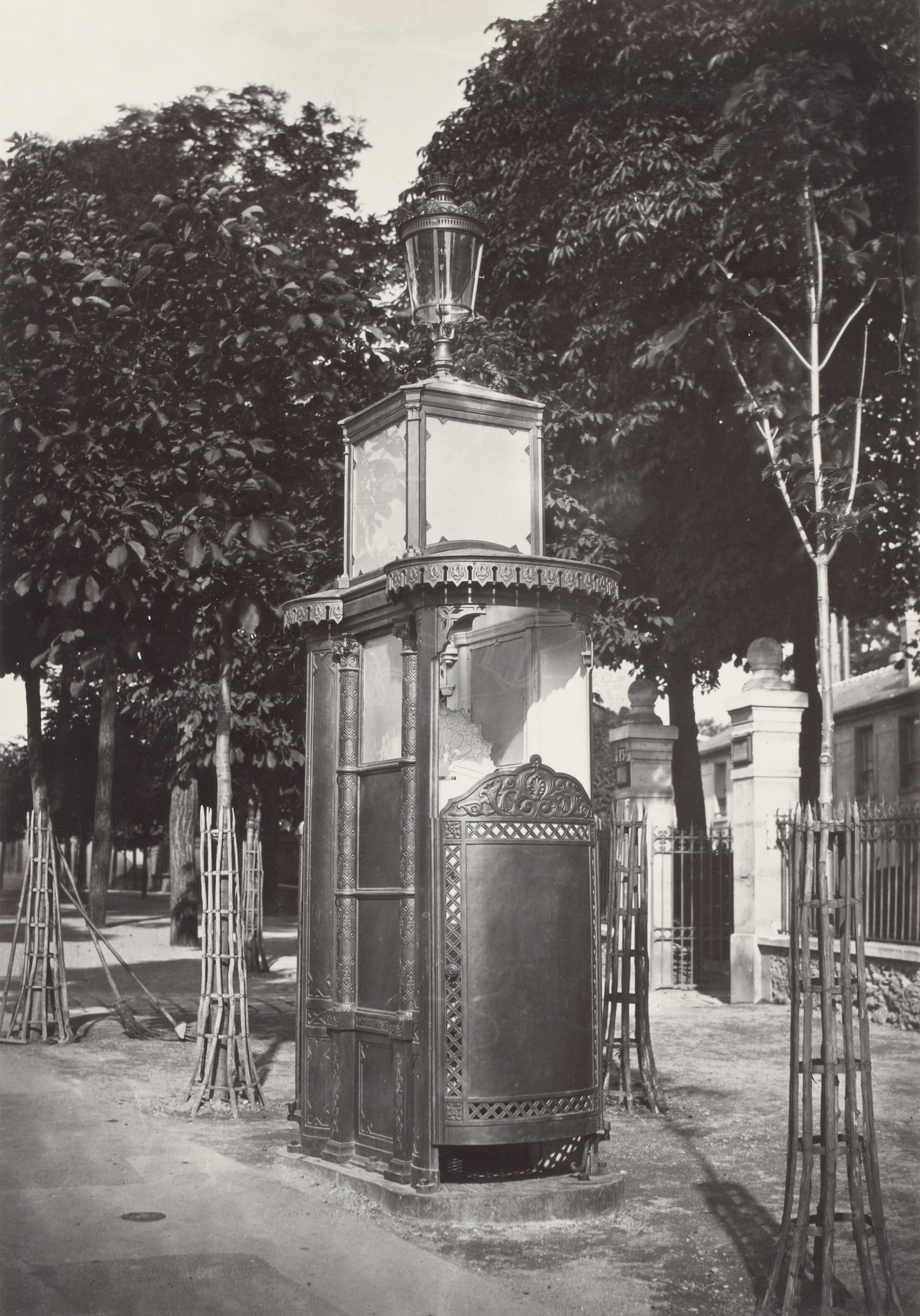
Urinoir, Chaussée de la Muette (um 1865)
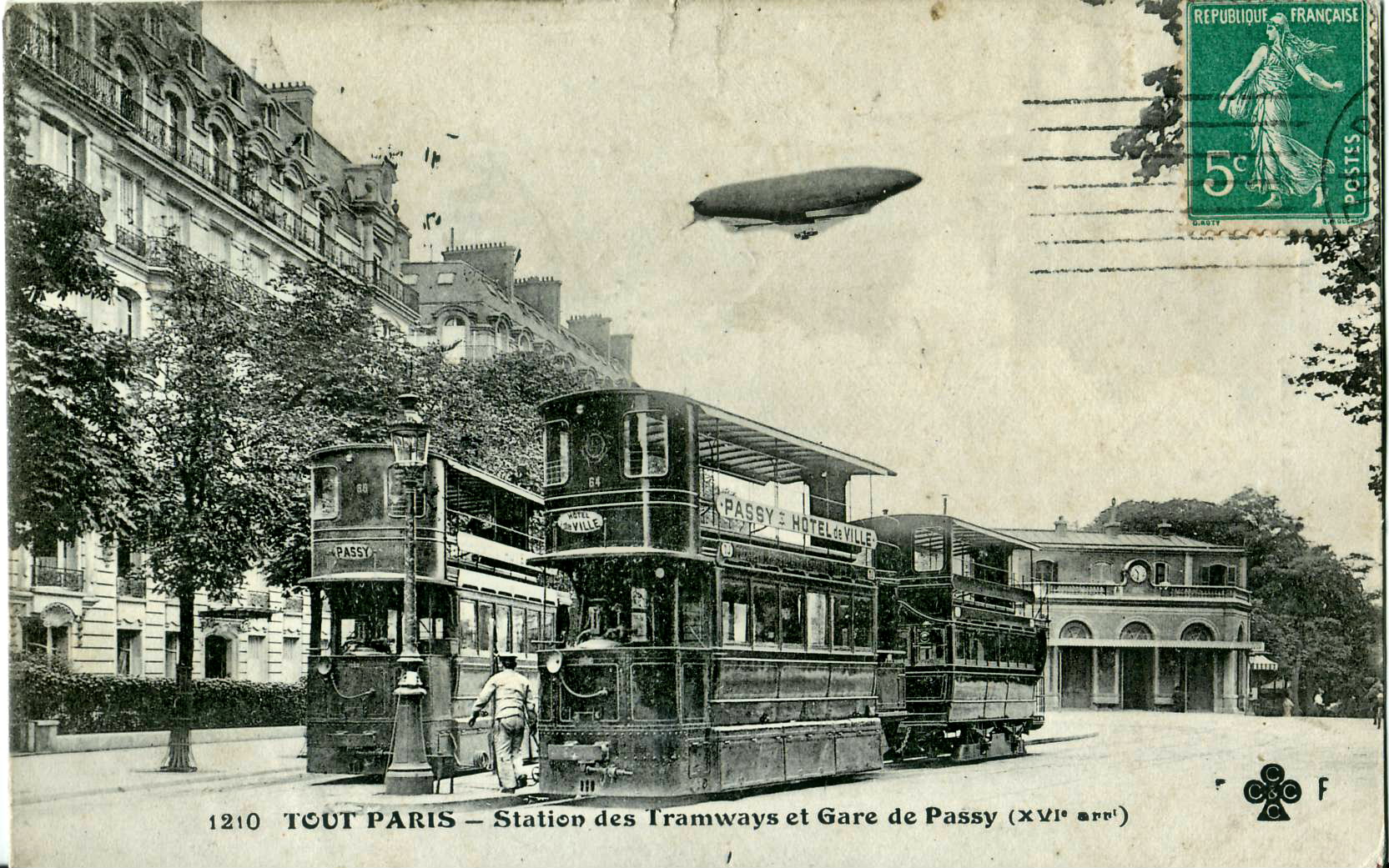
Gare de la porte de Passy mit der Station für die Dampf-Tramway (um 1900)

## Sehenswürdigkeiten
- Nr. 8: Der Schriftsteller Henry Bordeaux (1870–1963) lebte 25 Jahre lang bis zu seinem Tod in dieser Straße.
- Nr. 11: Gebäude gebaut 1899 von Émile Thion.[4] - Am 9. Juni 1943 wurde der General und Widerstandskämpfer Charles Delestraint verhaftet, wie eine Erinnerungstafel erweist.
- Nr. 16: Maurice Sand hatte hier 1853 sein Marionettentheater.[5]
- Nr. 19: Der ehemalige Gare de Passy-la-Muette der Linie Petite Ceinture ist seit 1980 ein Restaurant.[6]
- Nr. 20: (Ecke Rue d'Andigné) Ein 5-stöckiges Art-déco-Haus, 1920 von Charles Labro erbaut.[7]

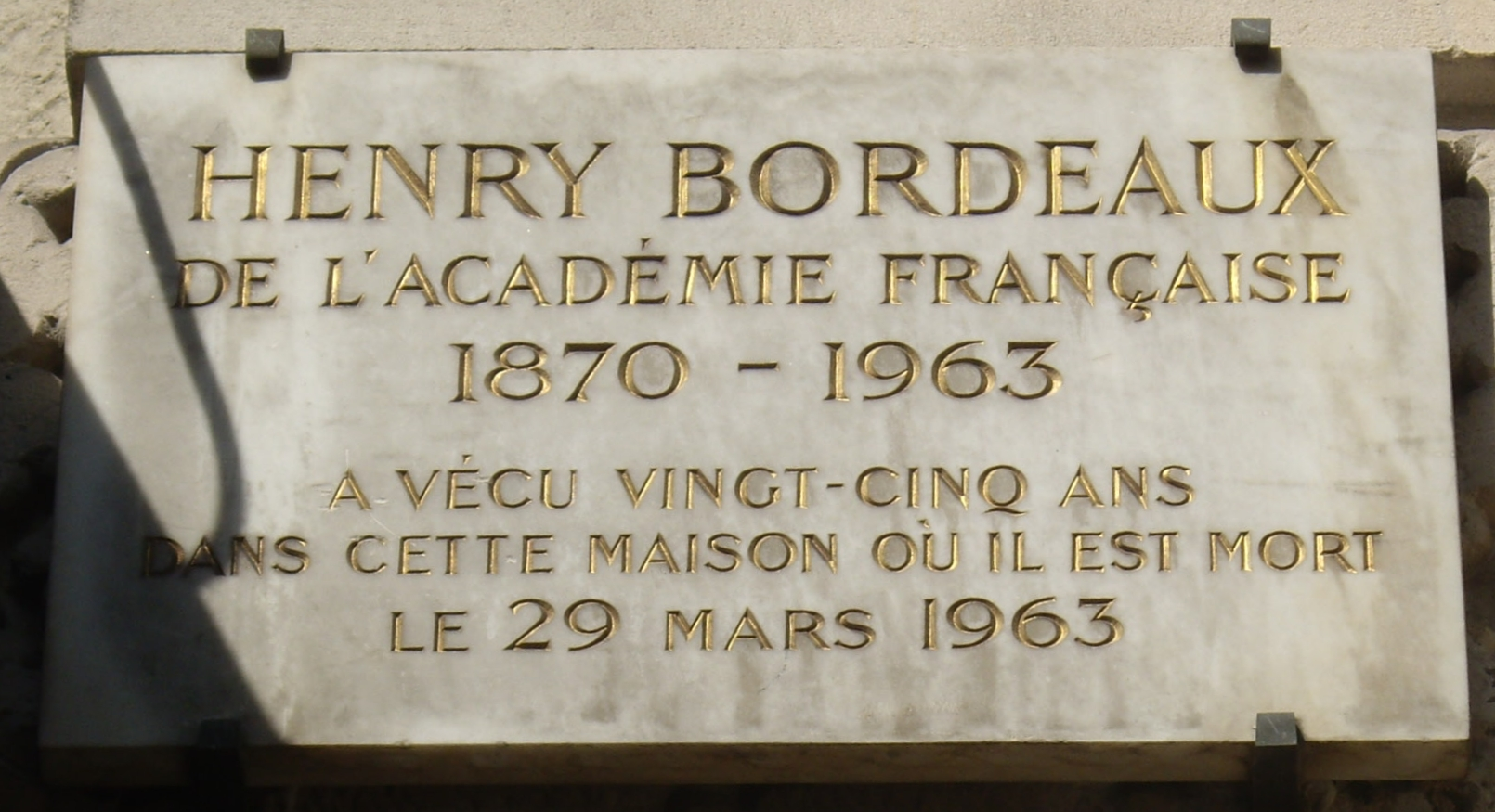
Erinnerungstafel an Nr. 8
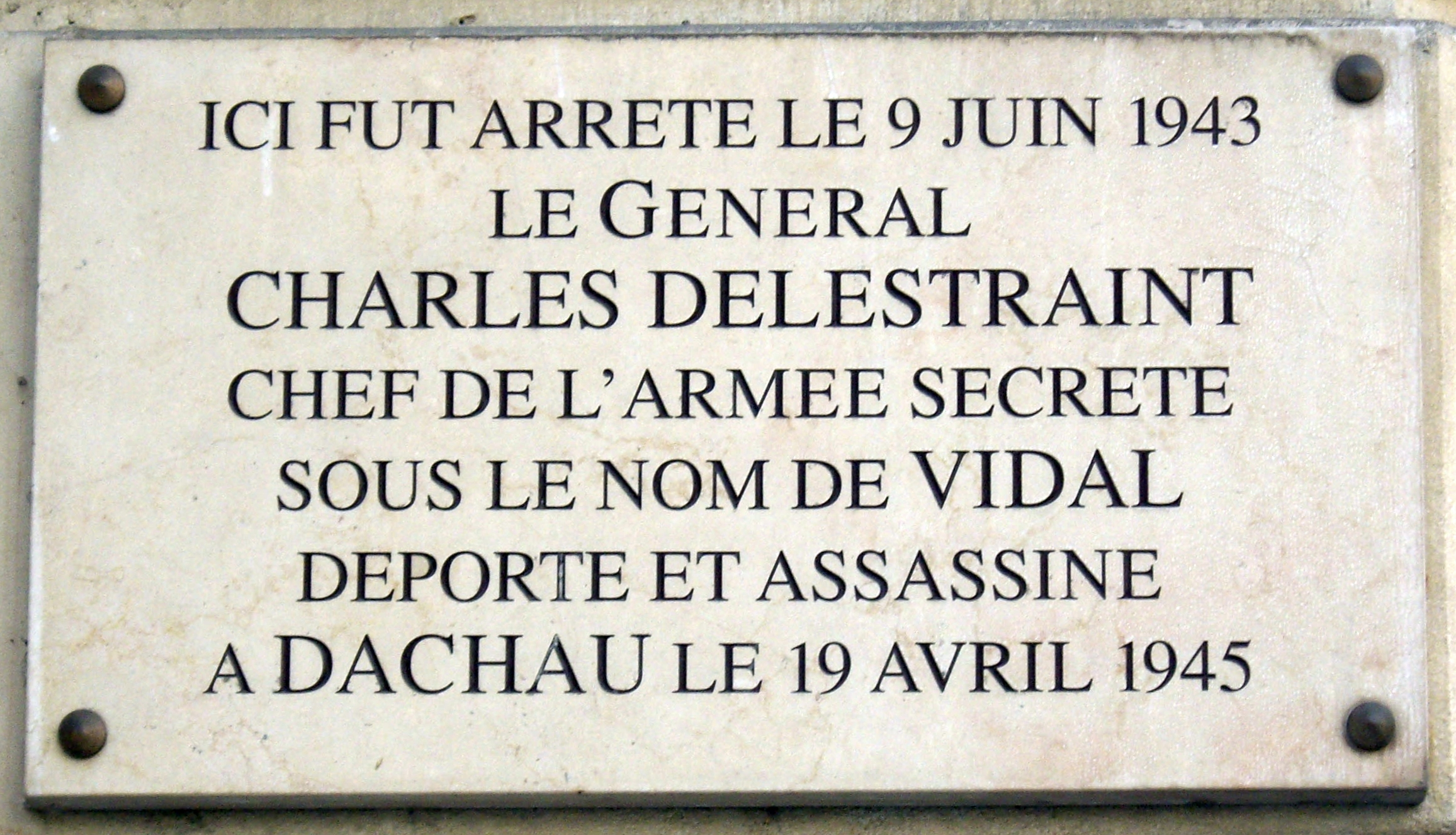
Erinnerungstafel an Nr. 11
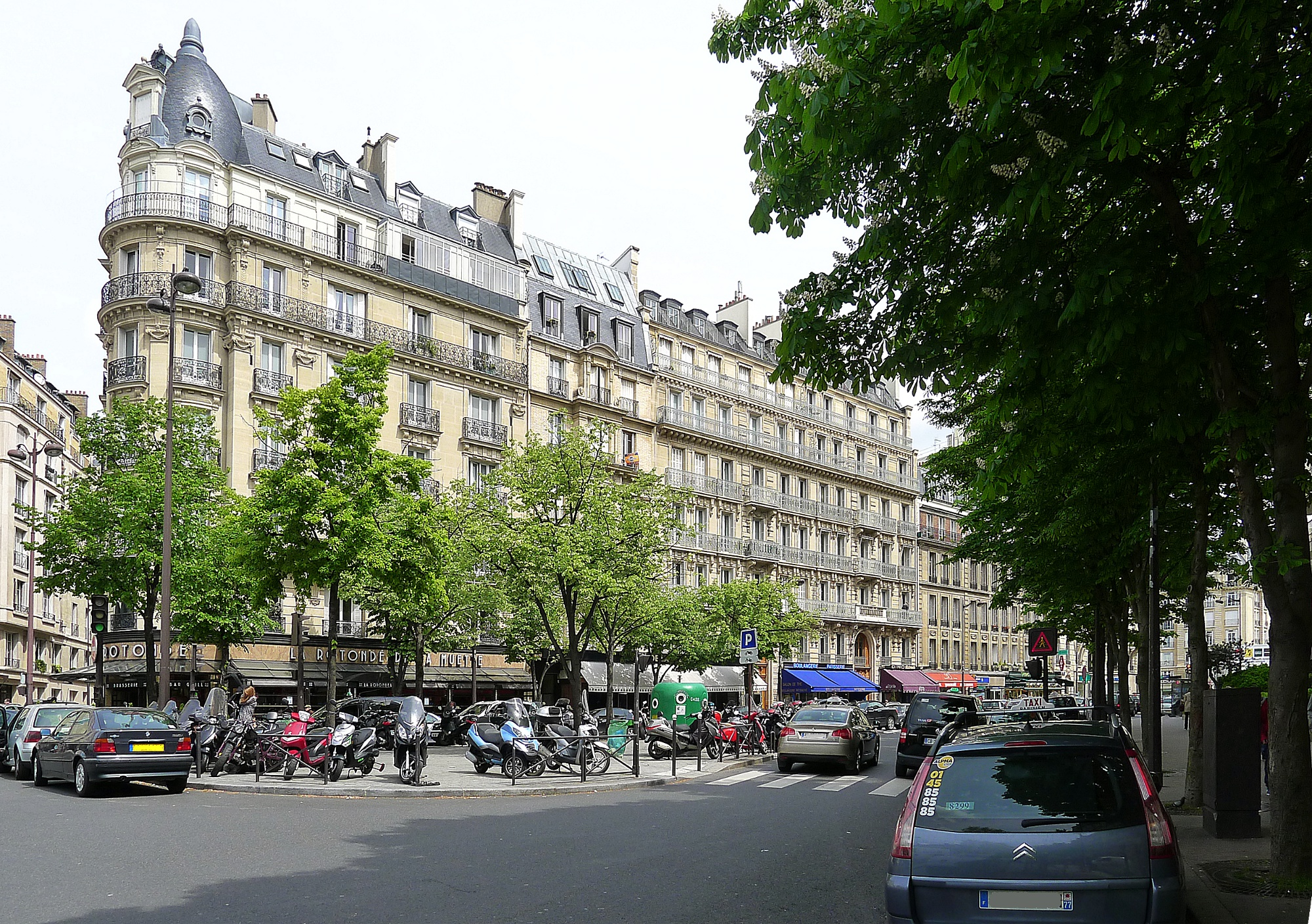
Platz vor Nr. 20
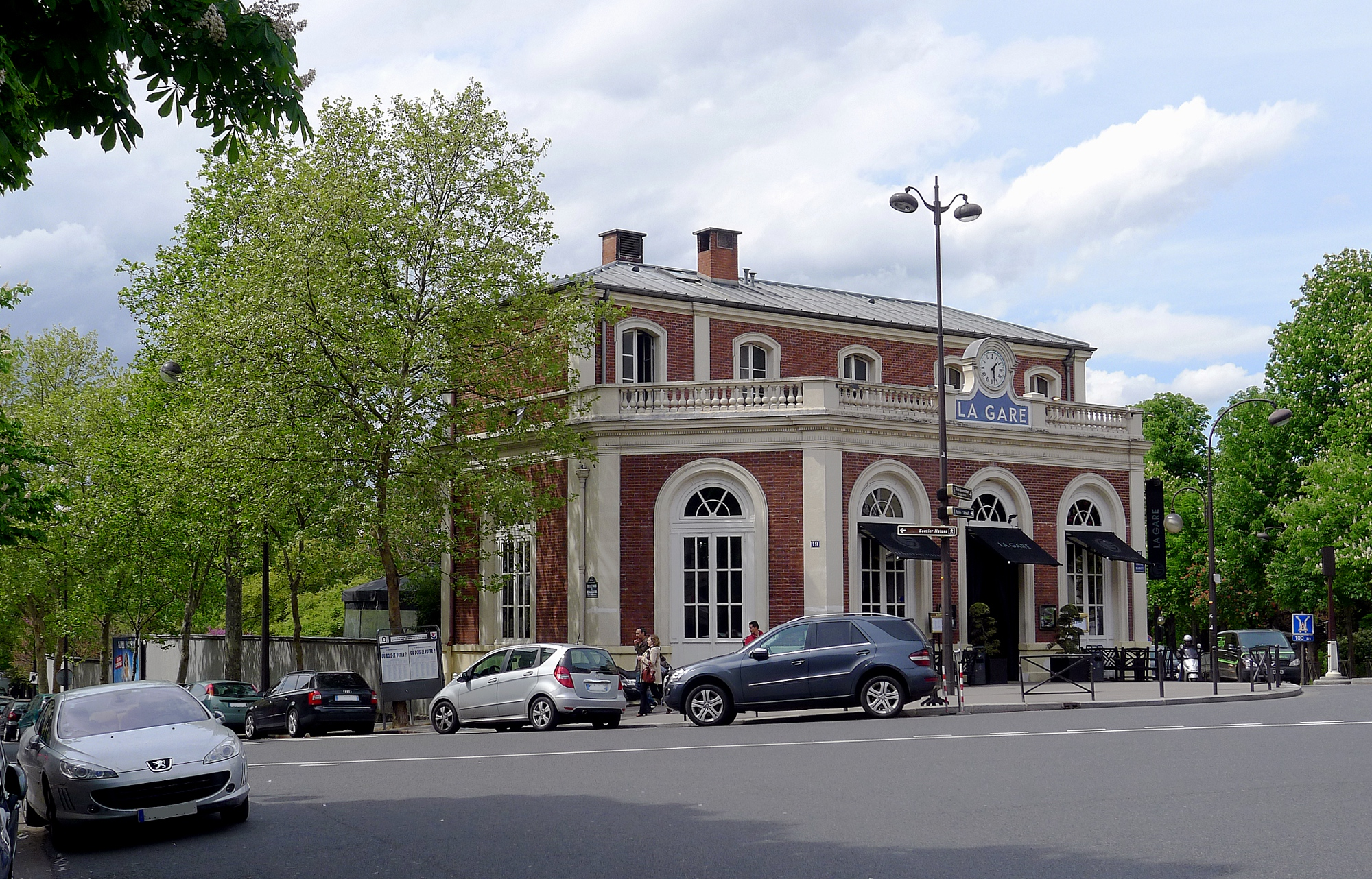
Ehemaliger Gare de la Muette
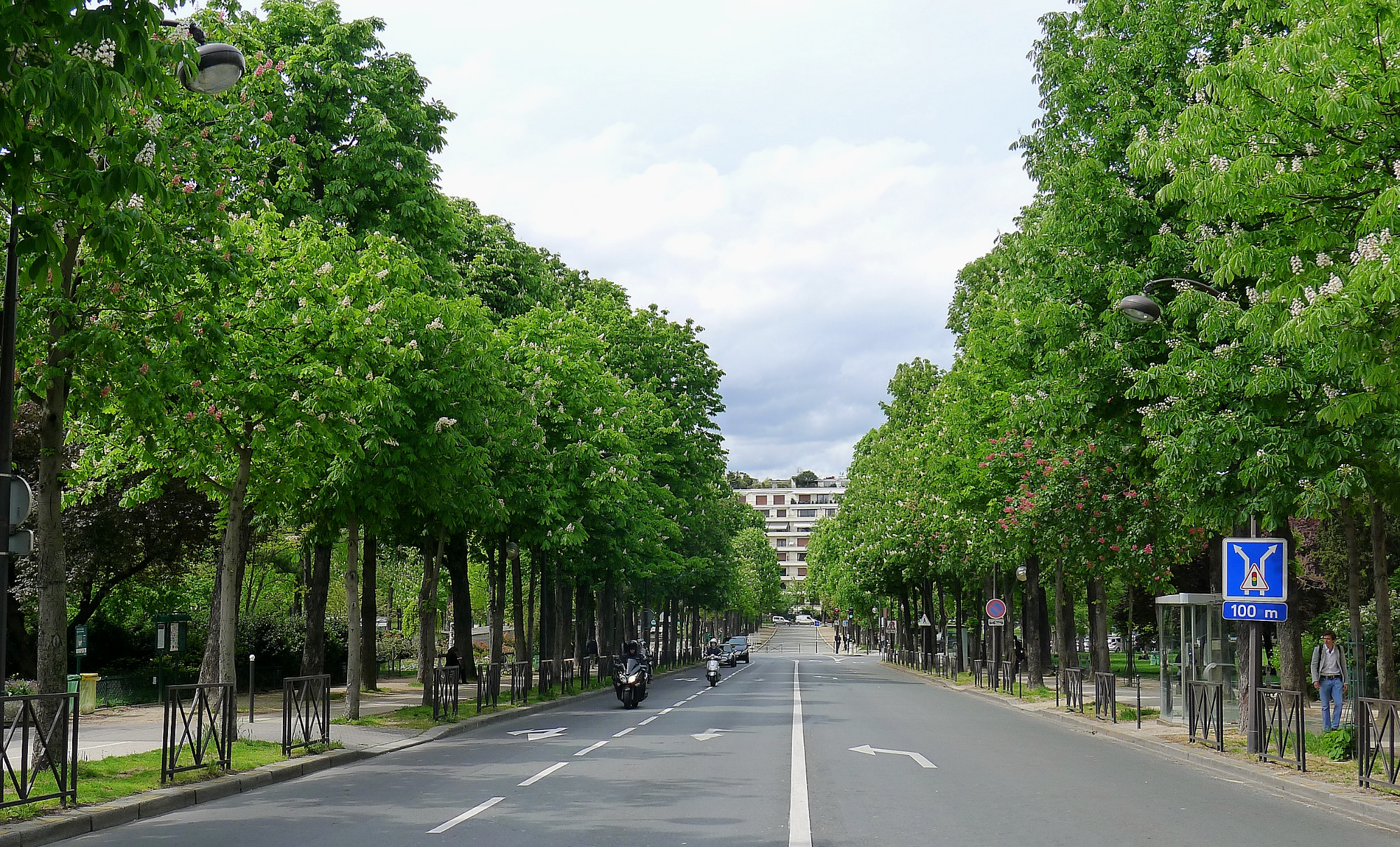
Abschnitt mit Alleebäumen
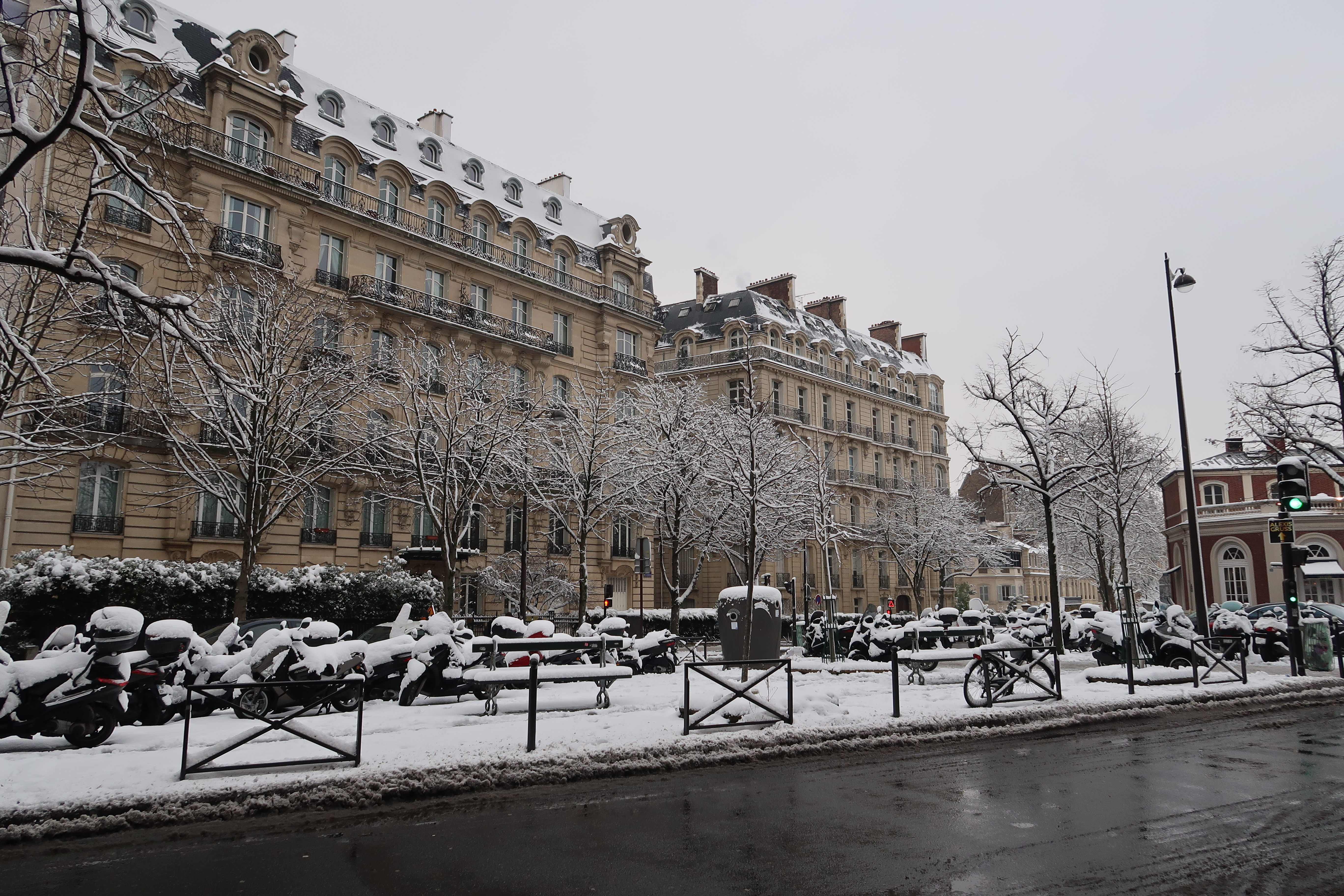
Die Chaussée im Schnee

## Im Film
Einige Szenen im Kurzfilm Les Veuves de quinze ans (1966) von Jean Rouch wurden nahe am Kiosk beim Metroausgang gedreht.